# Nicky Hilton
Nicky Hilton, egentligen Nicholai Olivia Hilton, född 5 oktober 1983 i New York, USA, är en amerikansk celebritet.
Nicky Hilton är dotter till Richard och Kathy Hilton samt yngre syster till Paris Hilton. Hilton var gift med Todd Andrew Meister från den 15 augusti 2004 till 9 november samma år och har medverkat i flera TV-program.
Hon skulle från början ha medverkat i realityserien The Simple Life med sin syster Paris, men ville inte, vilket ledde till att Nicole Richie ersatte henne.